# Lidköpings FK
Lidköpings FK är en fotbollsklubb ifrån Lidköping, Västergötland och Västra Götaland. Klubben såg sitt ljus i slutet av 2011, men grundades 2012. Klubben bedriver både herr- och damverksamhet. Laget spelar sina hemmamatcher på Framnäs IP. Klubben är en av Västergötlands största med 820 aktiva fotbollsspelare och 140 ledare.

## Historia
Klubben grundades 2012, då Lidköpings två största föreningar, IF Heimer och Lidköpings IF slogs samman. Då IF Heimer spelade i division 3 och var högsta representationslaget, tog Lidköpings FK dess plats. Lidköpings IF:s plats i division 4 tog sedermera akademilaget, Lidköpings FK Akademi. Mellan säsongerna 2012-2014 hade man Gytis Gelgota som tränare men sedan gick man över till Patrik Gustavsson som har varit tränare för laget sedan dess. År 2016 gick Daniel Nordmark från Örebro SK till laget och gick in som spelande sportschef.

## Säsonger
| Säsong | Nivå   | Division   | Sektion            | Position | Förflyttningar |
| ------ | ------ | ---------- | ------------------ | -------- | -------------- |
| 2012   | Nivå 5 | Division 3 | Mellersta Götaland | 3:a      |                |
| 2013   | Nivå 5 | Division 3 | Mellersta Götaland | 1:a      | Uppflyttad     |
| 2014   | Nivå 4 | Division 2 | Norra Götaland     | 6:a      |                |
| 2015   | Nivå 4 | Division 2 | Norra Götaland     | 7:a      |                |
| 2016   | Nivå 4 | Division 2 | Norra Götaland     | 12:a     |                |
| 2017   | Nivå 4 | Division 2 | Norra Götaland     | 13:e     | Nedflyttad     |
| 2018   | Nivå 5 | Division 3 | Mellersta Götaland | 1:a      | Uppflyttad     |
| 2019   | Nivå 4 | Division 2 | Norra Götaland     | 8:a      |                |
| 2020   | Nivå 4 | Division 2 | Norra Götaland     | 6:a      |                |
| 2021   | Nivå 4 | Division 2 | Norra Götaland     | 12:a     |                |
| 2022   | Nivå 4 | Division 2 | Norra Götaland     | 2:a      |                |
| 2023   | Nivå 4 | Division 2 | Norra Götaland     | x.       |                |

Lidköpings FK:s herrar spelar 2023 i Division 2 Norra Götaland.
Lidköpings FK:s damer spelar 2023 i Elitettan.

## Spelare

### Spelartrupp Herr 2023
| Nummer      | Land      | Spelare            | Moderklubb            |           |           |
| Målvakter   | Målvakter | Målvakter          | Målvakter             | Målvakter | Målvakter |
| ----------- | --------- | ------------------ | --------------------- | --------- | --------- |
| 1           | Sverige   | Joel Thorstensson  | IF Heimer             |           |           |
| 25          | Sverige   | Didrik Torstensson | Falköpings FK         |           |           |
| Försvarare  |           |                    |                       |           |           |
| 2           | Sverige   | Alfons Thörn       | Levene/Skolgslunds IF |           |           |
| 3           | Sverige   | Jonatan Larsson    | Sverige               |           |           |
| 4           | Sverige   | Olle Johansson     | Skövde AIK            |           |           |
| 5           | Sverige   | Gustav Hellman     | IF Heimer             |           |           |
| 15          | Sverige   | Nils Jakobsson     | Mariestads BOIS       |           |           |
| 24          | Sverige   | Simon Gustafsson   | Skövde AIK            |           |           |
| Mittfältare |           |                    |                       |           |           |
| 6           | Sverige   | Hugo Eriksson      | Degerfors IF          |           |           |
| 7           | Sverige   | Gabrijel Matanovic | IF Heimer             |           |           |
| 8           | Sverige   | Felix Stenström    | Mellby IK             |           |           |
| 9           | Sverige   | Oliwer Östlind     | IF Heimer             |           |           |
| 10          | Sverige   | Kristijan Nikolla  | IF Heimer             |           |           |
| 16          | Sverige   | Ludwig Svensson    | Mariestads BOIS       |           |           |
| 17          | Sverige   | David Lidholm      | Mellby IK             |           |           |
| 11          | Sverige   | Oscar Norlin       | IF Heimer             |           |           |
| Anfallare   |           |                    |                       |           |           |
| 18          | Sverige   | Emil Angerfeldt    | Lidköpings FK         |           |           |
| 12          | Sverige   | Nils Westman       | Lidköpings FK         |           |           |

## Samarbetsklubbar
- Råda BK